# أستخر (كاهشنغ)
أستخر (بالفارسية: استخر) هي مستوطنة تقع في إيران في قسم كاهشنغ الريفي. يقدر عدد سكانها بـ 108 نسمة .